# Heliconia pseudoaemygdiana
Heliconia pseudoaemygdiana là một loài thực vật có hoa trong họ Heliconiaceae. Loài này được Emygdio & E.Santos mô tả khoa học đầu tiên năm 1983.